# Justice Majabvi
Justice Majabvi (Harare, 26 marzo 1984) è un calciatore zimbabwese, centrocampista del Simba SC.